# Leo von Schlieffen
Friedrich Werner Ernst Leo Graf von Schlieffen (* 2. Juli 1802; † 28. Februar 1874) war ein deutscher Rittergutsbesitzer und Mitglied des Preußischen Herrenhauses.

## Leben
Er war ein Angehöriger des pommerschen Adelsgeschlechts Schlieffen, das 1812 in den preußischen Grafenstand erhoben wurde. Sein älterer Bruder Karl Graf von Schlieffen (* 1792; † 1866) wurde preußischer Generalleutnant und Kommandeur der 1. Garde-Infanterie-Brigade.
Leo Graf von Schlieffen heiratete am 4. August 1837 seine Verwandte Virginie von Schlieffen aus dem Hause Soltikow (* 1817), Besitzerin des Rittergutes Sandow im Kreis Pyritz. 
Im Jahre 1854 wurde er auf Präsentation des Grafenverbandes der Provinz Pommern Mitglied des neugebildeten Preußischen Herrenhauses auf Lebenszeit. Er war Major a. D. und Rechtsritter des Johanniterordens.
Aus der Ehe sind sieben Kinder hervorgegangen, fünf Töchter und zwei Söhne. Der älteste Sohn Adolph Graf von Schlieffen (* 1841; † 1916) wurde Landrat des Kreises Pyritz. Die Tochter Dorothea war mit Fritz von Steinaecker verheiratet.